# Central do Brasil
Central Do Brasil (conocida en español por los títulos Estación Central y Estación Central De Brasil) es una película de drama de carretera franco-brasileña de 1998, dirigida por Walter Salles. El guion de Marcos Bernstein y João Emanuel Carneiro muestra a una mujer de mediana edad que decide ayudar a un niño a encontrar a su padre debido al reciente fallecimiento trágico de su madre. Estuvo protagonizada por Fernanda Montenegro junto a Marília Pêra y  Vinicius de Oliveira. Parte de su trama se desarrolla en la Estación Central de Brasil, en Río de Janeiro.
La concepción de la película surgió a principios de 1993, después de que Salles leyera una carta enviada a su amigo Frans Krajcberg por un, hasta entonces, prisionero. El momento de crisis económica que atravesaba Brasil también fue relevante para la inspiración del guion. El director tenía en mente trabajar con algunos profesionales desconocidos para el público, para que se realizara un trabajo auténtico y sencillo, ya que no dejarían que sus experiencias profesionales se reflejaran en la producción. El director de fotografía responsable fue Walter Carvalho . Para la música firmaron el contrato Antonio Alves Pinto y Jaques Morelenbaum . El rodaje comenzó en 1996 y se desarrolló en Río de Janeiro y algunos estados del noreste.
La película recibió elogios de la crítica tras participar en el Festival de Cine de Berlín en donde Montenegro obtuvo el Oso de Plata a la Mejor Actriz y la película obtuvo el Oso de Oro, máximo galardón del festival. La actuación de Montenegro le valió una nominación a los Premios Oscar en la categoría de Mejor Actriz (convirtiéndose en la primera actriz brasileña en ser nominada en la categoría de actriz principal), mientras que la película recibió una nominación a Mejor Película en Lengua Extranjera.

## Argumento
Dora es una maestra jubilada que trabaja en la Estación Central de Río de Janeiro, escribiendo cartas para clientes analfabetos para así poder pagar su apartamento. Amargada por la vida, suele mostrarse impaciente con los clientes y a veces no envía las cartas que escribe, guardándolas en un cajón o incluso rompiéndolas. Una de sus clientas es la madre de Josué, un niño pobre de 9 años que espera conocer algún día a su padre. Cuando muere en un accidente de autobús a las afueras de la estación de tren y Josué se queda sin hogar, Dora se siente obligada a acogerlo. Lo vende a una pareja corrupta, pero luego lo vuelve a robar ya que se siente culpable.
Inicialmente reacia a hacerse responsable del niño, Dora finalmente decide acompañarlo en un viaje al noreste de Brasil en busca de su padre.
Dora intenta dejar a Josué en el autobús, pero él la sigue, olvidando su mochila con el dinero de Dora. Sin dinero, son recogidos por un amable camionero evangélico que los abandona cuando Dora lo anima a beber cerveza y luego intenta insinuarse. Dora cambia su reloj por un viaje a "Bom Jesus do Norte" (una versión ficticia de Cruzeiro do Nordeste, un distrito de Sertânia, Pernambuco). Encuentran la dirección del padre de Josué en Bom Jesus, pero él se ha ido; los residentes actuales dicen que ganó una casa en una lotería y se mudó a los nuevos asentamientos. Sin dinero, Josué los salva de la indigencia sugiriendo que Dora escriba cartas para los visitantes que llegan a Bom Jesus para una peregrinación masiva.
Toman el autobús hacia los asentamientos, pero cuando localizan la dirección que tienen del padre de Josué, los habitantes les dicen que ya no vive allí; dicen que ha desaparecido. Josué le dice a Dora que lo esperará, pero Dora lo invita a vivir con ella. Llama a su amiga Irene en Río y le pide que venda su refrigerador, sofá y televisor. Le dice que llamará cuando se instale en algún lugar. Después de colgar, se entera de que no hay autobuses que salgan hasta la mañana siguiente.
Isaías, uno de los medios hermanos de Josué, está trabajando en un tejado junto a la parada de autobús y se entera de que están buscando a su padre, insistiendo en que Dora y Josué vayan a cenar. Regresan a su casa y conocen a Moisés, el otro medio hermano de Josué. Más tarde, Isaías le explica a Dora que su padre Jesús se casó con Ana (de quien no sabe que es la madre de Josué) después de que su madre murió, y que hace nueve años, estando embarazada, Ana lo dejó para vivir en Río y nunca regresó. Isaías le pide a Dora que lea una carta que su padre le escribió a Ana cuando desapareció, hace seis meses, en caso de que ella regresara. En la carta, el padre de los niños explica que ha ido a Río para encontrar a Ana y al hijo que nunca conoció. Promete regresar, le pide que lo espere y dice que todos pueden estar juntos: él, Ana, Isaías y Moisés. Dora hace una pausa, mira a Josué y dice: "y Josué, a quien no puedo esperar para conocer". Isaías y Josué están seguros de que su padre regresará, pero Moisés no lo cree.
A la mañana siguiente, mientras duermen, Dora se escapa para tomar el autobús a Río. Primero deja la carta de Jesús y la de Ana, la que Dora trajo consigo desde la Estación Central pero que nunca envió, expresando el deseo de Ana de que la familia se reúna. Josué se despierta demasiado tarde para impedir su partida. Dora le escribe una carta a Josué en el autobús. Ambos se quedan con las fotos que se habían tomado para recordarse mutuamente.

## Elenco
- Fernanda Montenegro como Isadora "Dora" Teixeira
- Vinicius de Oliveira como Josué
- Marília Pêra como Irene, la amiga de Isadora
- Soia Lira como Ana, madre de Josué
- Othon Bastos como César
- Otávio Augusto como Pedrao
- Matheus Nachtergaele como Isaías
- Caio Junqueira como Moisés

## Producción
Al ser una coproducción entre Brasil y Francia, la película fue elegida por el Ministerio de Cultura francés para recibir recursos del Fonds Sud Cinema, para su financiación.

### Casting
Si bien había trabajado con Fernanda Montenegro en algunos proyectos, Walter Salles estaba interesado en involucrarse con ella en una producción cinematográfica mucho antes de que se concibiera la película, alrededor de diez años antes; sin embargo, todavía no había encontrado un proyecto adecuado para colaborar. Tras iniciar el guion, el cineasta lo consideró perfecto para Montenegro, para quien, según sus palabras, había sido escrita y diseñada la película. Después de elegir a la actriz principal y al dúo de guionistas, Salles quiso contratar "no actores", porque podían desarrollarse sin pretensiones y no dejaban que sus experiencias profesionales se reflejaran en la pantalla.
Para el papel de Josué, el director buscaba a un chico que supiera lo que era la lucha por la supervivencia, pero que no hubiera perdido la inocencia en el proceso. La elección de Vinícius de Oliveira para integrar el elenco ocurrió de manera inusual, fue mientras Salles se encontraba en el Aeropuerto Santos Dumont, en Río de Janeiro, y el niño, que en ese momento trabajaba como limpiabotas, lo vio. Hizo cola en un snack bar —pese a no conocerlo— y le ofreció sus servicios; sin embargo, como el cineasta no llevaba zapatos de vestir, le pagó una hamburguesa a Vinícius de Oliveira. Mientras el niño comía, Salles lo observaba; cuando terminó de comer, lo invitó a una audición para el papel. Una semana después, dos miembros de la producción buscaron al niño en el aeropuerto y lo llevaron a VideoFilmes para que pudiera audicionar. Vinícius fue seleccionado entre otros 1.500 candidatos.

## Análisis
La película es un espejo que refleja su tiempo. En Brasil, se estima que más de 7 millones de niños sin hogar sobreviven a través del robo y la delincuencia menor y desde finales de 1980, han sido asesinados, en cifras alarmantes, por los escuadrones de la policía.
El contexto político de Brasil en ese momento tuvo un impacto en la escena de apertura como el director recuerda: “En Brasil, la cultura de los 70’s y 80’s creció con la idea de que 
había que industrializar por cualquier medio, y todo acto o valor era aceptado para este objetivo“. Hecha a mano como un melodrama, la película revela una historia arquetípica que desentierra una experiencia universal humana, pero también se envuelve dentro de una única, expresión cultural específica. 
Esta obra maestra de Walter Salles 
levanta la antorcha de la esperanza de 
que la sociedad brasileña pueda cambiar 
el destino y dar a sus niños más, a través de la redención y la caridad de los propios miembros de su comunidad.

## Lanzamiento
La película se proyectó por primera vez en un festival de cine regional en Suiza el 16 de enero de 1998, seguido de su estreno mundial tres días después en el Festival de Cine de Sundance en los Estados Unidos, en el que obtuvo amplios elogios del público y la crítica. Durante su presentación, la obra recibió una gran ovación y emocionó a los presentes. El creador del festival, el actor Robert Redford , afirmó que la "película se ha convertido en una de las atracciones más esperadas por los periodistas y el público". Después de su presentación, Miramax y Sony Pictures quisieron obtener los derechos de distribución internacional de la película, lo que terminó en una división entre las dos compañías: la primera se encargó del estreno en territorio norteamericano, la segunda, en Europa y América Latina. El 14 de febrero, la película fue aclamada en el Festival de Cine de Berlín, donde fue bien recibida por la crítica y ganó los dos trofeos más prestigiosos de la ceremonia, el Oso de Oro y el Oso de Plata a la Mejor Actriz , convirtiéndose en la primera película brasileña en ganar premios en el festival, además del Premio a la Mejor Película (jurado ecuménico).
Su siguiente lanzamiento en un festival en el extranjero fue en Vancouver, en septiembre. Más tarde en ese mismo mes, actuó en el Festival de San Sebastián , en España, donde recibió el Premio del Jurado, y en el Festival de Cine de los Hermanos Manaki, en Macedonia del Norte, donde se llevó el premio Cámara de Oro. , dedicado a la creatividad de directores de fotografía de todo el mundo. El 13 de septiembre, la obra se estrenó en el Festival Internacional de Cine de Toronto , en la sección "Presentaciones de Gala", que presenta largometrajes que recibieron protagonismo a lo largo del año. El 22 de octubre apareció en el Festival Internacional de Cine de Chicago como película de clausura de la noche, seguida del Festival Internacional de Cine de Fort Lauderdale , en el que ganó el premio a la Mejor Actriz. Al mes siguiente, se estrenó en el Festival Internacional del Arte de la Cinematografía (Camerimage), en Polonia, que premió a la película la Rana de Oro, y en el Festival Internacional de Cine de Mar del Plata en Argentina. Sin embargo, incluso antes de su estreno en territorio brasileño y del premio en la Berlinale, la película ya tenía sus derechos vendidos en todo el mundo, un hecho poco común hasta entonces en la cinematografía brasileña.
La primera proyección oficial de la película en cines tuvo lugar el 3 de abril de 1998 en Brasil, estrenada inicialmente con sólo 36 copias. La distribución estuvo a cargo de Riofilme , que se sumó a la distribuidora Severiano Ribeiro Distribuição. La estrategia de lanzamiento estuvo a cargo de Bruno Wainer, quien prefirió un lanzamiento prudente. Asumió la tarea de distribuir la película en noviembre de 1997, cuando ya había una estrategia en marcha. El concepto original era lanzar la película después de su proyección en el Festival de Sundance, para aprovechar la repercusión de esta proyección entre los medios. Sin embargo, cuando la distribuidora se puso en contacto con la obra, pronto tuvo la certeza de que estaba ante la película brasileña más importante del momento y notó que allí había un gran potencial. Sus sugerencias fueron aceptadas por los productores, y el resultado del proceso fue un reajuste del proyecto original. Wainer actuó para tener la oportunidad de adquirir un mayor conocimiento del lugar en el que operaba. Como consecuencia, la fecha de estreno se pospuso de enero a abril; La razón es que enero es la temporada de películas navideñas y febrero y marzo son meses dominados por películas que compiten por los Oscar. También hubo una poderosa difusión de boca en boca de la película, a través de preestrenos en las principales plazas del país. El eje Río-São Paulo fue el que recibió especial atención, debido a su gran audiencia. O eixo Rio-São Paulo foi o que obteve especial atenção, devido a seu grande público.
Su primera presentación en un cine fuera de los circuitos brasileños tuvo lugar en España, el 16 de octubre de 1998. El 20 de noviembre se estrenó oficialmente en cines de Estados Unidos, en dos salas de Nueva York, donde se denominó " Central Station " y en el que recibió elogios de la crítica. Seis días después, se estrenó en otros cinco cines de California. Posteriormente, se proyectaron 85 copias de la película en 28 ciudades pequeñas y medianas de todo el país. La intención de Sony era dejar la obra en exhibición hasta marzo, mes en que se realizó la entrega de los Premios Oscar, para que fuera la representante brasileña en competencia por la estatuilla a Mejor Película Extranjera. El siguiente país en proyectar la película fue Italia.
En Europa , las mayores audiencias se dieron en Francia, con un total de 590 mil espectadores; seguida de Alemania, con 300 mil; Italia, con 242 mil; Suiza y Reino Unido, ambos con 200 mil; y España, con 120 mil personas.

## Recepción

### Crítica
Tras su estreno, la película fue considerada frecuentemente una de las mejores películas de 1998 por la crítica cinematográfica y la prensa nacional e internacional; los elogios recayeron principalmente en Fernanda Montenegro y Walter Salles. Debido a su gran aceptación por parte de la crítica y el público, fue considerado un "éxito inesperado". En el agregador de reseñas Rotten Tomatoes, la película recibió un " Certificado Fresco " y obtuvo un índice de aprobación del 94 por ciento basado en reseñas de 48 críticos, y registra una calificación de 7,9 sobre 10. Según el sitio, el consenso crítico de la película dice: " El director Salles trasciende los clichés de las road movie y produce una película tan flexible como universal." En Metacritic , que asigna un promedio aritmético ponderado basado en 100 críticas de los principales críticos , la película recibió 80/100 puntos basados en 24 críticas, lo que indica "críticas generalmente favorables". Aún en el sitio web , fue clasificada como la undécima mejor película del año, así como la 46.ª más comentada, y la 64.ª más compartida.

### Premios y nominaciones
| Año  | Premio                                                             | Categoría                                                    | Resultado |
| ---- | ------------------------------------------------------------------ | ------------------------------------------------------------ | --------- |
| 1999 | Premios Oscar                                                      | Oscar a la mejor película de habla no inglesa                | Nominada  |
| 1999 | Premios Oscar                                                      | Oscar a la mejor actriz a Fernanda Montenegro                | Nominada  |
| 1999 | Globos de Oro                                                      | Globo de Oro a la mejor actriz - Drama a Fernanda Montenegro | Nominada  |
| 1999 | Globos de Oro                                                      | Globo de Oro a la mejor película en lengua no inglesa        | Ganadora  |
| 1999 | Independent Spirit Awards                                          | Independent Spirit Award a la mejor película extranjera      | Nominada  |
| 1999 | British Academy Film Awards                                        | BAFTA a la mejor película de habla no inglesa                | Ganadora  |
| 1999 | Premios César                                                      | César a la mejor película extranjera                         | Nominada  |
| 1999 | Associação Paulista de Críticos de Arte                            | Mejor película                                               | Ganadora  |
| 1999 | Associação Paulista de Críticos de Arte                            | Mejor director a Walter Salles                               | Ganador   |
| 1999 | Associação Paulista de Críticos de Arte                            | Mejor actriz a Fernanda Montenegro                           | Ganadora  |
| 1998 | Satellite Awards                                                   | Mejor película extranjera                                    | Ganadora  |
| 1998 | Satellite Awards                                                   | Mejor actriz en película dramática Fernanda Montenegro       | Nominada  |
| 1998 | Satellite Awards                                                   | Mejor guion original                                         | Nominada  |
| 1998 | Festival Internacional de Cine de Berlín                           | Oso de Oro del festival de Berlín                            | Ganadora  |
| 1998 | Festival Internacional de Cine de Berlín                           | Oso de Plata a Fernanda Montenegro                           | Ganadora  |
| 1998 | National Board of Review                                           | Mejor actriz Fernanda Montenegro                             | Ganadora  |
| 1998 | National Board of Review                                           | Mejor película extranjera                                    | Ganadora  |
| 1998 | Los Angeles Film Critics Association                               | Mejor actriz a Fernanda Montenegro                           | Ganadora  |
| 1998 | New York Film Critics Circle Awards                                | Mejor actriz a Fernanda Montenegro                           | Nominada  |
| 1998 | Festival Internacional del Nuevo Cine Latinoamericano de La Habana | Mejor Película                                               | Ganadora  |
| 1998 | Festival Internacional del Nuevo Cine Latinoamericano de La Habana | Mejor Actriz Fernanda Montenegro                             | Ganadora  |
| 1998 | Medallas del Círculo de Escritores Cinematográficos                | Mejor película extranjera                                    | Ganadora  |
| 1998 | Association of Film Critics in Poland                              | Mejor película extranjera                                    | Ganadora  |
| 1998 | National Association of Italian Critic                             | Mejor película extranjera                                    | Ganadora  |
| 1998 | Sundance Film Festival                                             | Mejor guion                                                  | Ganadora  |
| 1998 | Festival Internacional de Cine de San Sebastián                    | Premio de audiencia                                          | Ganadora  |
| 1998 | Association of Film Critics of Río de Janeiro                      | Película del año                                             | Ganadora  |